# Синдром Золлінгера — Еллісона
Синдро́м Золлі́нгера-Еллісо́на (З-Е синдром; ульцерогенна аденома підшлункової залози) — клінічний синдром, що виникає внаслідок підвищеної продукції гастрину пухлиною острівкового апарату підшлункової залози та характеризується виникненням пептичних виразок дванадцятипалої кишки й шлунка, що не піддаються лікуванню, і часто супроводжується діареєю.
Гастринпродукуючі пухлини (гастриноми) відносяться до аденом ендокриноподібних клітин APUD-системи й представлені одиничними або множинними вузлами темно-червоного кольору округлої (овоїдної) форми, щільної консистенції, невеликого розміру (зазвичай від 0,2 до 2 см). При синдромі Золлінгера — Еллісона гастриноми, у переважній більшості випадків локалізуються в області тіла або хвоста підшлункової залози, близько третини — у дванадцятипалій кишці або перипанкреатичних лімфовузлах (рідко — у шлунку, селезінці, печінці).
Дві третини гастрином є злоякісними пухлинами, ростуть повільно, метастазують в основному в регіонарні лімфовузли, печінку, селезінку, середостіння, очеревину, шкіру.
Для синдрому Золлінгера — Еллісона характерна наявність множинних виразок верхніх відділів шлунково-кишкового тракту з нетиповою локалізацією (наприклад, у дистальної частині дванадцятипалої кишки, у порожній кишці), що мають тривалий перебіг і часті рецидиви. Синдром Золлінгера — Еллісона є нечастою патологією в гастроентерології (близько 4 випадків на 1 млн осіб), зустрічається переважно в осіб чоловічої статі у віці від 20 до 50 років.

## Історичні відомості
Хоча були окремі повідомлення про незвичайні випадки виразкової хвороби у присутності пухлин підшлункової залози раніше, проте  причинно-наслідковий зв'язок вперше встановили хірурги з Університеті штату Огайо Робертом Золлінгер і Едвін Еллісон. Вони вперше доповіли про синдром на засіданні американської хірургічної асоціації у Філадельфії в квітні 1955 року.

## Етіологія
Синдром виникає в результаті утворення гастриноми — пухлини, небетаклітинного походження, що розташовується в підшлунковій залозі (85 % випадків). У 15 % випадків пухлина локалізується в шлунку або є проявом множинної ендокринної неоплазії з ураженням не тільки підшлункової залози, але й гіпофіза, щитоподібної та паращитоподібних залоз, наднирників. Множинна ендокринна неоплазія I типу (MEH-I) — успадковується за аутосомно-домінантним типом з високим ступенем передачі (приблизно у 50 % таких хворих цей синдром розвивається до 20 років). Розвиток пептичних виразок, стійких до лікування, пов'язаний з підвищеним виробленням шлункового соку і, відповідно, соляної кислоти і ферментів.

## Клінічні ознаки
Клінічними проявами захворювання є біль у верхній частині живота, яка має ті ж закономірності по відношенню до прийому їжі, що і при звичайній виразці дванадцятипалої кишки і шлунку, але відрізняються великою інтенсивністю і не піддаються противиразковій терапії Н2-гістаміноблокаторами та інгібіторами протонного насосу / помпи.
Характерні інтенсивна печія і відрижка кислим. Важливою ознакою є проноси, обумовлені попаданням в тонкий кишечник великої кількості соляної кислоти і посиленням внаслідок цього моторики тонкої кишки та уповільненням всмоктування. Випорожнення рясні, водянисті, з великою кількістю жиру (стеаторея). Можливе значне зниження маси тіла, що характерно для злоякісної гастринемії. При синдромі Золлінгера — Еллісона спостерігають схильність до розвитку деструктивних процесів і ускладнень (перфорації і шлунково-кишкових кровотеч).
Виразки шлунка і дванадцятипалої кишки при синдромі Золлінгера — Еллісона не піддаються загоєнню навіть при тривалій відповідній терапії. У багатьох пацієнтів спостерігають явища езофагіту, іноді навіть з виникненням виразок і звуженням стравоходу. Пальпаторно визначають виражену болючість у верхній частині живота, області проєкції нижньої частини шлунка, може бути позитивний симптом Менделя (локальна болючість в проєкції виразки). У разі злоякісного перебігу хвороби можливі пухлинні утворення в печінці й значне її збільшення.

## Патогенез
Гастрин впливає на паріетальні клітини шлунка, зв'язується зі специфічними гастриновими рецепторами. Рецептори до гастрину є метаботропними, їх ефекти реалізуються через підвищення активності гормончутливої аденілатциклази. Результатом посилення аденілатциклазної активності в парієтальних клітинах шлунка є збільшення секреції шлункового соку, особливо соляної кислоти. Крім того, гастрин діє як трофічний фактор, спричинює гіпертрофію слизової оболонки шлунка, посилення її складчастості, функціональну гіперплазію залоз шлунка, головних і парієтальних клітин. Гіперсекреція гастрину, приводячи до гіперсекреції соляної кислоти і пепсину, сприяє розвитку множинних пептичних виразок шлунка і дванадцятипалої кишки, гастроезофагального рефлюксу.

## Діагностика
Диференційно-діагностичне значення при синдромі Золлінгера — Еллісона має дослідження рівня базального гастрину в сироватці крові і показників шлункової секреції з проведенням функціональних тестів із стандартизованим харчовим навантаженням або внутрішньовенним введенням секретину, глюкагону, солей кальцію. Для синдрому Золлінгера — Еллісона, на відміну від звичайної виразкової хвороби, характерно значне підвищення рівня гастрину в крові (до 1000 пг/мл і більше) і величини дебіту вільної соляної кислоти (у 4-10 разів). Специфічним для синдрому Золлінгера — Еллісона є тест з секретином, в/в введення якого призводить до підвищення рівня гастрину у більшості хворих (при звичайних дуоденальних виразках його концентрація знижується). Аналогічний ефект спричинює навантажувальний тест з глюкагоном і глюконатом кальцію.

Нормальна секреція базальна шлункової кислоти становить менше 10 мг-екв / год, у той час як при синдромі Золлінгера — Еллісона це зазвичай більше 15 мг-екв/год.
Діагностику синдрому Золлінгера — Еллісона доповнюють інструментальними методами дослідження. Підозра на синдром Золлінгера — Еллісона може зумовити наявність множинного виразкового ураження і незвичайне розташування виразок, виявлене при рентгенографії шлунка і ФГДС.
Ультразвукове дослідження (УЗД) органів черевної порожнини та комп'ютерна томографія (КТ) дозволяє візуалізувати пухлину підшлункової залози, при злоякісній гастриномі можливо також значне збільшення печінки і наявність у ній пухлинних утворень.
Найбільш інформативним, але технічно більш складним методом діагностики синдрому Золлінгера — Еллісона є селективна абдомінальна ангіографія з визначенням рівня гастрину в панкреатичних венах.
Синдром Золлінгера — Еллісона диференціюють з часто рецидивуючими виразками верхніх відділів травної системи, целіакією, пухлинами тонкої кишки, з гіпергастринемією при гіпертиреозі, гастриті, стенозі пілоруса, В12-фолієводефіцитній анемії.

## Лікування
Радикальним методом лікування синдрому Золлінгера — Еллісона є повне видалення гастриноми.
Консервативне лікування при синдромі Золлінгера — Еллісона — застосовують препарати, що знижують виділення соляної кислоти: блокатори Н2- рецепторів гістаміну (ранітидин, фамотидин), іноді в комбінації з селективними м-холінолітиками (платифілін, пірензепін), інгібітори протонної помпи (омепразол, лансопразол). Препарати можуть призначатися довічно за високого ризику рецидиву виразки, їх дози вищі, ніж при лікуванні звичайної виразкової хвороби і залежать від рівня базальної секреції соляної кислоти.
При злоякісному характері і неоперабельності гастриноми застосовується хіміотерапія (комбінація стрептозоцину, фторурацилу і доксорубіцину).